# Liste der Baudenkmäler in Merscheid (Solingen)
Die Liste der Baudenkmäler in Merscheid (Solingen) enthält die denkmalgeschützten Bauwerke auf dem Gebiet von Solingen-Merscheid, Stadtbezirk Ohligs / Aufderhöhe / Merscheid, in Nordrhein-Westfalen (Stand: 1. Juli 2022). Diese Baudenkmäler sind in der Denkmalliste der Stadt Solingen eingetragen; Grundlage für die Aufnahme ist das Denkmalschutzgesetz Nordrhein-Westfalen (DSchG NRW).

## Baudenkmäler
| Bild           | Bezeichnung                                             | Lage                                           | Beschreibung | Bauzeit                                            | Eingetragen seit                          | Denkmal- nummer |
| -------------- | ------------------------------------------------------- | ---------------------------------------------- | --- | -------------------------------------------------- | ----------------------------------------- | --------------- |
| weitere Bilder | Wohnhaus                                                | Merscheid Am Stadtgarten 1 Karte               | Zweigeschossiges Fachwerkhaus mit Putzsockel und Satteldach, zur Hofschaft Schwarzenhäuschen gehörig | 1767 (Fassadeninschrift)                           | 12. Dezember 1984                         | 419             |
| weitere Bilder | Wohnhaus                                                | Merscheid Am Stadtgarten 3, 3a Karte           | Zweigeschossiges Schieferhaus mit Putzsockel und Satteldach, zur Hofschaft Schwarzenhäuschen gehörig | 18. Jahrhundert                                    | 12. Dezember 1984                         | 370             |
| weitere Bilder | Wohnhaus                                                | Merscheid Am Stadtgarten 5 Karte               | Eingeschossiges Schieferhaus mit Satteldach, zur Hofschaft Schwarzenhäuschen gehörig |                                                    | 14. Dezember 1984                         | 371             |
| weitere Bilder | Wohnhaus                                                | Merscheid Bäckershof 18 Karte                  | Zweigeschossiges, giebelständiges Schieferhaus, zur Hofschaft Bäckershof gehörig |                                                    | 12. Dezember 1984                         | 373             |
| weitere Bilder | Wohnhaus                                                | Merscheid Bäckershof 20/22 Karte               | Eingeschossiges, traufenständiges Fachwerkhaus mit angebauter Scheune in Ziegelbauweise, zur Hofschaft Bäckershof gehörig                                                                                                 |                                                    | 12. Dezember 1984                         | 372             |
| weitere Bilder | Wohnhaus                                                | Merscheid Bäckershof 24 Karte                  | Zweigeschossiges, traufenständiges Fachwerkhaus mit Anbauten und Schwengelpumpe, zur Hofschaft Bäckershof gehörig |                                                    | 16. Oktober 1984                          | 78              |
| weitere Bilder | Wohnhaus und Nebengebäude                               | Merscheid Beethovenstraße 269, 269a, 271 Karte | Hofartige Anlage aus U-förmig angeordneten zweigeschossigen Schieferhäusern |                                                    | 3. Dezember 1984                          | 378             |
| weitere Bilder | Wohnhaus                                                | Merscheid Beethovenstraße 277 Karte            | Zweigeschossiges, traufenständiges Schieferhaus mit Putzsockel und Satteldach |                                                    | 12. Dezember 1984                         | 379             |
| weitere Bilder | Wohnhaus                                                | Merscheid Dahl 8 Karte                         | Eingeschossiges Fachwerkhaus mit Satteldach, zur Hofschaft Dahl gehörig |                                                    | 13. Februar 1985                          | 115             |
| weitere Bilder | Schöffenhaus                                            | Merscheid Dahl 9 Karte                         | Zweigeschossiges Fachwerkhaus mit Satteldach und hohem Bruchsteinsockel, Giebelseite verschindelt, zur Hofschaft Dahl gehörig                                                                                             | Mitte 17. Jahrhundert                              | 13. Februar 1985                          | 525             |
| weitere Bilder | Wohnhaus                                                | Merscheid Dahl 10 Karte                        | Eingeschossiges Fachwerkhaus mit Satteldach, zur Hofschaft Dahl gehörig |                                                    | 13. Februar 1985                          | 103             |
| weitere Bilder | Richterhaus                                             | Merscheid Dahl 11, 13, 36 Karte                | Großes zweigeschossiges Fachwerkhaus mit Bruchsteinsockel und hohem Satteldach, zur Hofschaft Dahl gehörig | Anfang 17. Jahrhundert                             | 13. Februar 1985                          | 26              |
| weitere Bilder | Wohnhaus                                                | Merscheid Dahl 12 Karte                        | Zweigeschossiges Fachwerkhaus mit Schleppdach, zur Hofschaft Dahl gehörig |                                                    | 13. Februar 1985                          | 114             |
| weitere Bilder | Wohnhaus                                                | Merscheid Dahl 24 Karte                        | Zweigeschossiges, traufenständiges Schieferhaus mit Putzsockel, Satteldach und Dachgaube, zur Hofschaft Dahl gehörig |                                                    | 13. Februar 1985                          | 524             |
| weitere Bilder | Peter-Knecht-Haus                                       | Merscheid Dahl 39 Karte                        | Zweigeschossiges, traufenständiges Fachwerkhaus mit Putzsockel und Satteldach, Doppeltür in der Mittelachse Fassaden äußere Treppenanlage Dach                                                                            | 1793 in der Hofschaft Schlicken, transloziert 1993 | 15. Juli 1993                             | 933             |
| weitere Bilder | Wohnhausgruppe                                          | Merscheid Eschenweg 17, 17a, 17b Karte         | Ehemaliges Fabrikationsgebäude der Firma Hammerstein im Gewerbegehöft Eschenweg; zweigeschossiges, traufenständiges Schieferhaus mit Krüppelwalmdach                                                                      | 1840er Jahre                                       | 11. Juni 1990                             | 387             |
| weitere Bilder | Wohnhaus                                                | Merscheid Eschenweg 19 Karte                   | Zweigeschossiges, verputztes Fachwerkhaus, rückwärtiger Anbau zum Haus Eschenweg 21 im Gewerbegehöft Eschenweg | 2. Hälfte 19. Jahrhundert                          | 11. Juni 1990                             | 389             |
| weitere Bilder | Wohnhaus                                                | Merscheid Eschenweg 21 Karte                   | Ehemaliges Wohnhaus der Unternehmerfamilie Hammerstein im Gewerbegehöft Eschenweg; zweigeschossiges, traufenständiges Wohnhaus mit geschlämmtem Ziegelmauerwerk                                                           | 18. Jahrhundert                                    | 11. Juni 1990                             | 386             |
| weitere Bilder | Wohnhaus                                                | Merscheid Eschenweg 23 Karte                   | Zweigeschossiges, traufenständiges Schieferhaus mit Krüppelwalmdach, zum Gewerbegehöft Eschenweg gehörig | 18. Jahrhundert                                    | 12. Dezember 1984                         | 388             |
| weitere Bilder | Wohnhaus                                                | Merscheid Eschenweg 25 Karte                   | Eingeschossiges Ziegelwohnhaus, zum Gewerbegehöft Eschenweg gehörig | 19. Jahrhundert                                    | 12. Dezember 1984                         | 390             |
| weitere Bilder | Wohnhaus                                                | Merscheid Eschenweg 27 Karte                   | Zweigeschossiges Wohnhaus mit Anbauten | 19. Jahrhundert                                    | 18. März 1988                             | 391             |
| weitere Bilder | Wohnhaus                                                | Merscheid Fürk 1 Karte                         | Zweigeschossiges Fachwerkhaus, eine bauliche Einheit mit Fürk 2, zur Hofschaft Fürk gehörig |                                                    | 12. Dezember 1984                         | 392             |
| weitere Bilder | Wohnhaus                                                | Merscheid Fürk 2 Karte                         | Zweigeschossiges Fachwerkhaus, eine bauliche Einheit mit Fürk 1, zur Hofschaft Fürk gehörig |                                                    | 12. Dezember 1984                         | 393             |
| weitere Bilder | Wohnhaus                                                | Merscheid Fürk 5 Karte                         | Zweigeschossiges Schieferhaus mit Satteldach, zur Hofschaft Fürk gehörig |                                                    | 12. Dezember 1984                         | 394             |
| weitere Bilder | Kotten                                                  | Merscheid Fürk 5/6 Karte                       | Kleines Fachwerkhaus mit Satteldach, zur Hofschaft Fürk gehörig |                                                    | 12. Dezember 1984                         | 395             |
| weitere Bilder | Wohnhaus                                                | Merscheid Fürk 6 Karte                         | Zweigeschossiges traufenständiges Schieferhaus mit Satteldach, eine bauliche Einheit mit Fürk 7, zur Hofschaft Fürk gehörig                                                                                               |                                                    | 23. Oktober 1984                          | 97              |
| weitere Bilder | Wohnhaus                                                | Merscheid Fürk 7 Karte                         | Zweigeschossiges traufenständiges Schieferhaus mit Satteldach, eine bauliche Einheit mit Fürk 7, zur Hofschaft Fürk gehörig                                                                                               |                                                    | 12. Dezember 1984                         | 396             |
| weitere Bilder | Wohnhaus                                                | Merscheid Fürk 8 Karte                         | Eingeschossiges, traufenständiges Fachwerkhaus mit Satteldach, eine bauliche Einheit mit Fürk 9, zur Hofschaft Fürk gehörig                                                                                               |                                                    | 12. Dezember 1984                         | 397             |
| weitere Bilder | Wohnhaus                                                | Merscheid Fürk 9 Karte                         | Eingeschossiges, traufenständiges Fachwerkhaus mit Satteldach, eine bauliche Einheit mit Fürk 8, zur Hofschaft Fürk gehörig                                                                                               |                                                    | 12. Dezember 1984                         | 398             |
| weitere Bilder | Scheune                                                 | Merscheid Fürk 10 Karte                        | Eingeschossiges Fachwerkhaus mit Satteldach, zur Hofschaft Fürk gehörig |                                                    | 9. April 1986                             | 627             |
| weitere Bilder | Wohnhaus                                                | Merscheid Fürk 11, 11a Karte                   | Zweigeschossiges Fachwerkhaus mit Satteldach, eine bauliche Einheit mit Fürk 12, zur Hofschaft Fürk gehörig |                                                    | 16. Januar 1985                           | 399             |
| weitere Bilder | Wohnhaus                                                | Merscheid Fürk 12 Karte                        | Zweigeschossiges Fachwerkhaus mit Satteldach, eine bauliche Einheit mit Fürk 11, 11a, zur Hofschaft Fürk gehörig |                                                    | 12. Dezember 1984                         | 400             |
| weitere Bilder | Schulgebäude                                            | Merscheid Fürkerfeldstraße 23 Karte            | Zweigeschossiges Schulhaus mit Putzfassade und Walmdach, Fassade mit Jugendstilelementen | 1914                                               | 30. Oktober 1984                          | 148             |
| weitere Bilder | ehemaliges Schulgebäude                                 | Merscheid Fürker Irlen 6 Karte                 | Zweigeschossiges, traufenständiges Putzgebäude mit Satteldach Gebäudehülle | Anfang 20. Jahrhundert                             | 30. Oktober 1984                          | 150             |
| weitere Bilder | Villa                                                   | Merscheid Fürker Straße 7 Karte                | Steil proportionierter, zweieinhalbgeschossiger Putzbau im Neubergischen Stil mit Mansarddach | um 1910                                            | 8. Dezember 1986                          | 681             |
| weitere Bilder | Merscheider Hof                                         | Merscheid Herzogstraße 48–52e Karte            | Hofanlage aus acht Fachwerk- und Schieferhäusern. Namensgebender Hof für die ehem. Bürgermeisterei Merscheid (1815) und die Stadt Merscheid (1858–95), in vorbildlicher Restaurierung erhalten.                           | ältestes Gebäude (Nr. 52c-d): 17. Jahrhundert      | 9. Oktober 1984                           | 61              |
| weitere Bilder | Wohnhaus                                                | Merscheid Herzogstraße 58 Karte                | Zweigeschossiges, traufenständiges Fachwerkdoppelhaus mit Satteldach, eine bauliche Einheit mit Herzogstraße 60 |                                                    | 12. Dezember 1984                         | 403             |
| weitere Bilder | Wohnhaus                                                | Merscheid Herzogstraße 60 Karte                | Zweigeschossiges, traufenständiges Fachwerkdoppelhaus mit Satteldach, eine bauliche Einheit mit Herzogstraße 58 |                                                    | 12. Dezember 1984                         | 404             |
| weitere Bilder | evangelische Kirche                                     | Merscheid Hofstraße 10 Karte                   | Neugotischer Ziegelbau nach Plänen von Adolf Cornehls und Arno Eugen Fritsche | 1900 bis 1902                                      | 13. März 1985                             | 591             |
| weitere Bilder | Wohnhaus                                                | Merscheid Hofstraße 18 Karte                   | Zweigeschossiges, teils verputztes Fachwerkhaus mit Satteldach |                                                    | 13. März 1985                             | 589             |
| weitere Bilder | Wohnhaus                                                | Merscheid Hofstraße 20 Karte                   | Zweigeschossiges, teils verschiefertes Fachwerkhaus mit Satteldach |                                                    | 13. März 1985                             | 609             |
| weitere Bilder | Wohnhaus                                                | Merscheid Hofstraße 23 Karte                   | Zweigeschossiges, teils verschiefertes Fachwerkhaus mit seitlichem Anbau |                                                    | 13. März 1985                             | 590             |
| weitere Bilder | Wohnhaus                                                | Merscheid Höhe 5 Karte                         | Zweigeschossiges, giebelständiges Fachwerkhaus, eine bauliche Einheit mit Höhe 7, 9, 11, zur Hofschaft Höhe gehörig Gebäudehülle                                                                                          |                                                    | 9. Oktober 1992 15. April 1993 (Änderung) | 926             |
| weitere Bilder | Wohnhaus                                                | Merscheid Höhe 7 Karte                         | Zweigeschossiges, traufenständiges Schieferhaus, eine bauliche Einheit mit Höhe 5, 9, 11, zur Hofschaft Höhe gehörig |                                                    | 7. März 1985                              | 587             |
| weitere Bilder | Wohnhaus                                                | Merscheid Höhe 9, 11 Karte                     | Zweigeschossiges Fachwerkhaus mit Nebengebäude, eine bauliche Einheit mit Höhe 5, 7, zur Hofschaft Höhe gehörig |                                                    | 6. März 1985                              | 587             |
| weitere Bilder | Wohnhaus                                                | Merscheid Höhe 19 Karte                        | Zweigeschossiges, teils verschiefertes Fachwerkhaus, zur Hofschaft Höhe gehörig |                                                    | 13. März 1985                             | 588             |
| weitere Bilder | Wohnhaus                                                | Merscheid Hübben 19 Karte                      | Zweigeschossiges, giebelständiges Fachwerkhaus mit Satteldach, zur Hofschaft Hübben gehörig | 1796 (Giebelinschrift)                             | 10. Oktober 1984                          | 162             |
| weitere Bilder | Wohnhaus                                                | Merscheid Hübben 25 Karte                      | Zweigeschossiges, traufenständiges Fachwerkhaus mit Krüppelwalmdach, zur Hofschaft Hübben gehörig |                                                    | 7. März 1985                              | 592             |
| weitere Bilder | Wohnhaus                                                | Merscheid Junkerstraße 28 Karte                | Zweigeschossiges, traufenständiges Schieferhaus mit Putzsockel und Satteldach | 19. Jahrhundert                                    | 12. Dezember 1984                         | 406             |
| weitere Bilder | Garage                                                  | Merscheid Königgrätzer Straße 4 Karte          | Eingeschossiger Putzbau mit drei Garagentoren | um 1910                                            | 12. Dezember 1984                         | 407             |
| weitere Bilder | Wohnhaus                                                | Merscheid Mangenberger Straße 348, 348a Karte  | Zweigeschossiges, traufenständiges Schieferhaus mit Satteldach und rückwärtigem Anbau | 19. Jahrhundert                                    | 3. Dezember 1984                          | 411             |
| weitere Bilder | Gaststättengebäude                                      | Merscheid Mangenberger Straße 356/358 Karte    | Zweigeschossiges Schieferdoppelhaus mit Putzsockel und Satteldach |                                                    | 25. Oktober 1984                          | 124             |
| weitere Bilder | Mankhauser Hof                                          | Merscheid Mankhauser Hof 6, 7, 8 Karte         | Zweigeschossiges, giebelständiges Fachwerkhaus mit Satteldach, teils mit verbretterter Fassade |                                                    | 8. Dezember 1986                          | 674             |
| weitere Bilder | Wohnhaus                                                | Merscheid Merscheider Straße 90 Karte          | Zweigeschossiges, traufenständiges Schieferhaus in vier Achsen mit Putzsockel und Satteldach | 19. Jh.                                            | 13. März 1985                             | 600             |
| weitere Bilder | Wohnhaus                                                | Merscheid Merscheider Straße 94 Karte          | Zweigeschossiger, traufenständiger Putzbau mit Satteldach und historistischer Stuckfassade | 19. Jh.                                            | 13. März 1985                             | 601             |
| weitere Bilder | Wohnhaus                                                | Merscheid Merscheider Straße 143 Karte         | Zweigeschossiges, traufenständiges Schieferhaus in 5:2 Achsen | um 1880                                            | 13. März 1985                             | 602             |
| weitere Bilder | Firma Hammerstein                                       | Merscheid Merscheider Straße 167 Karte         | Dreigeschossiger, giebelständiger Ziegelbau | 1885                                               | 13. März 1985                             | 603             |
| weitere Bilder | Villa Hammerstein                                       | Merscheid Merscheider Straße 177 Karte         | Zweigeschossige Villa mit monumentaler Fassadengestaltung und Mansarddach | 1914 (Umgestaltung)                                | 13. März 1985                             | 604             |
| weitere Bilder | Wohnhaus                                                | Merscheid Merscheider Straße 179, 181 Karte    | Zweigeschossiges, traufenständiges Schieferdoppelhaus mit Satteldach in sechs Achsen | um 1880                                            | 13. März 1985                             | 605             |
| weitere Bilder | Villa Hendrichs                                         | Merscheid Merscheider Straße 289, 291 Karte    | Zweigeschossige Doppelvilla mit historistischer Fassade und Turmerkern | 1896                                               | 13. Februar 1985                          | 584             |
| weitere Bilder | LVR-Industriemuseum Solingen – Gesenkschmiede Hendrichs | Merscheid Merscheider Straße 297 Karte         | Fabrikanlage in Ziegelbauweise | um 1886                                            | 13. Februar 1985                          | 585             |
| weitere Bilder | Wohnhaus                                                | Merscheid Merscheider Straße 313 Karte         | Zweigeschossiges, traufenständiges Schieferhaus mit Üutzsockel und Satteldach |                                                    | 17. April 1985                            | 606             |
| weitere Bilder | Wohnhaus                                                | Merscheid Merscheider Straße 327 Karte         | Zweigeschossiges, traufenständiges Schieferhaus mit Putzsockel und Satteldach |                                                    | 13. März 1985                             | 607             |
| weitere Bilder | Wohnhaus                                                | Merscheid Obenmankhaus 1, 3, 5 Karte           | Zweigeschossiges Fachwerkhaus mit verwinkeltem Grundriss und Satteldach, zur Hofschaft Obenmankhaus gehörig | 18. Jahrhundert                                    | 18. September 1984                        | 12              |
| weitere Bilder | Pumpe                                                   | Merscheid Obenmankhaus 42 Karte                | Historische Schwengelpumpe inmitten der Hofschaft Obenmankhaus |                                                    | 16. Dezember 1986                         | 715             |
| weitere Bilder | Wohnhaus                                                | Merscheid Obenmankhaus 46, 48 Karte            | Zweigeschossiges Fachwerkhaus mit schmalem Putzsockel und Satteldach, eine bauliche Einheit mit Obenmankhaus 48, 50, zur Hofschaft Obenmankhaus gehörig                                                                   |                                                    | 17. Dezember 1986                         | 716             |
| weitere Bilder | Wohnhaus                                                | Merscheid Obenmankhaus 50 Karte                | Zweigeschossiges Fachwerkhaus mit schmalem Putzsockel und Satteldach, eine bauliche Einheit mit Obenmankhaus 46, zur Hofschaft Obenmankhaus gehörig                                                                       |                                                    | 11. Dezember 1986                         | 717             |
| weitere Bilder | Wohnhaus                                                | Merscheid Olgastraße 39 Karte                  | Zweigeschossiges Fachwerkhaus mit Putzsockel und Satteldach, zur Hofschaft Limminghofen gehörig |                                                    | 12. Dezember 1984                         | 415             |
| BW             | Pumpe                                                   | Merscheid Pfeilstraße 20 Karte                 | Schwengelpumpe Ihr Standort direkt vor der Hausrückseite ist von öffentlichem Grund aus nicht einsehbar. Die Pumpe ist aufgrund starker Korrosionsschäden im Fußbereich des Zylinders demontiert und nahebei eingelagert. |                                                    | 11. Dezember 1986                         | 723             |
| weitere Bilder | evangelischer Friedhof                                  | Merscheid Wissmannstraße Karte                 | Grabstätte Köllner |                                                    | 12. Dezember 1984                         | 418             |

## Ehemalige Baudenkmäler
| Bild           | Bezeichnung | Lage                              | Beschreibung | Bauzeit | Eingetragen seit | Denkmal- nummer |
| -------------- | ----------- | --------------------------------- | --- | ------- | ---------------- | --------------- |
| weitere Bilder | Grundschule | Merscheid Erholungstraße 14 Karte | Schulhaus mit schlichter, verputzter Fassade Fassade, im Jahre 2012 aus der Denkmalliste gelöscht, da der Baukörper nur noch wenig originale Bausubstanz aufwies | 1899    | 30. Oktober 1984 | 151             |